# لوکاس برناردی
لوکاس برناردی (انگلیسی: Lucas Bernardi؛ زادهٔ ۲۷ سپتامبر ۱۹۷۷) بازیکن فوتبال اهل آرژانتین است.
از باشگاه‌هایی که در آن بازی کرده‌است می‌توان به موناکو، نیولز اولد بویز و المپیک مارسی اشاره کرد.
وی همچنین در تیم ملی فوتبال آرژانتین بازی کرده است.